# Серце друга (фільм, 1966)
«Серце друга» — радянський художній фільм 1966 року, знятий на Кіностудії ім. М. Горького.

## Сюжет
Історія кохання між командиром батальйону Павлом Акімовим і військовою перекладачкою Ганною Бєлозьоровою. Акімов зарекомендував себе хорошим командиром, і йому в батальйон призначають перекладачку, лейтенанта Бєлозьорову. Уже тоді відомо, що Павла переведуть на Північний фронт. Велика Вітчизняна війна розлучила закоханих, але Павло завжди пам'ятав про Ганну. Борючись на Північному фронті, він гине в Норвегії, не доживши до Перемоги і не побачивши дочку.

## У ролях
- Володимир Фролов —  Павло Гордійович Акімов, капітан, комбат
- Алла Мещерякова —  Анна Александровна Бєлозьорова, лейтенант-перекладач
- Олексій Чернов —  Кіндрат Герасимович Майборода
- Петро Любешкін —  майор Гаврилін, командир полку
- Валерій Малишев —  капітан Лобзін
- Ігор Вулох —  замполіт Ремізов
- Валентина Ананьїна —  Наташа Соколова, знайома Лобзіна з листування
- Сергій Папов —  генерал Бєлозьоров, батько Ганни, головний хірург фронту
- Людмила Колпакова —  Аня, подруга Наташі Соколової
- В'ячеслав Жариков —  моряк
- Леонід Довлатов —  Погосян
- Гавриїл Котожеков —  зв'язківець
- Анатолій Салімоненко —  капітан Дрозд
- Іван Власов —  Орєшкін

## Знімальна група
- Режисери — Реніта Григор'єва, Юрій Григор'єв
- Сценарист — Павло Фурманський
- Оператор — Михайло Гойхберг
- Композитор — Олексій Ніколаєв
- Художник — Олександр Вагічев